# 阿多尼斯之死 (塞巴斯蒂亚诺·德尔·皮翁博)

《阿多尼斯之死》

《阿多尼斯之死》是 塞巴斯蒂亚诺·德尔·皮翁博的一幅油画，绘制于 1512 年，现藏于佛罗伦萨的乌菲兹美术馆。 
订制这幅画的是阿戈斯蒂诺·基吉 。当时画家刚抵达罗马，受雇装饰基吉別墅。1520 年的一份 别墅清单称这幅画“有很多裸体美女”。背景中描绘家乡威尼斯的总督府等著名古迹。作品于 1587 年送到佛罗伦萨彼提宫。
在 1993 年爆炸案中，这幅画严重受损，随后迅速修复。